# Championnat de Libye de football 2003-2004
Navigation
Saison précédente Saison suivante
La saison 2003-2004 du Championnat de Libye de football est la trente-sixième édition du championnat de première division libyen. Quatorze clubs prennent part au championnat organisé par la fédération. Les équipes sont regroupées au sein d'une poule unique où elles rencontrent leurs adversaires deux fois au cours de la saison, à domicile et à l'extérieur. À l'issue de la compétition. les deux derniers du classement sont relégués et remplacés par les deux meilleurs clubs de Second Division tandis que le douzième dispute sa place parmi l'élite face au troisième de deuxième division.
C'est le club d'Al Olympic Zaouia qui remporte la compétition, après avoir terminé en tête du classement final, avec cinq points d'avance sur le double tenant du titre, Al Ittihad Tripoli et six sur Al Ahly Benghazi. C'est le tout premier titre de champion de Libye de l'histoire du club, qui devient le premier club hors de Tripoli et Benghazi à remporter le titre national.

## Les clubs participants
| - Al Medina Tripoli - Al Wahda Tripoli - Al Tahaddy Benghazi - Al Charara - Promu de Second Division - Al Tersana Tripoli - Al Olympic Zaouia - Wefaq Sabratha | - Rafik Sorman - Al Nasr Benghazi - Al Hilal Benghazi - Asswehly Sports Club - Al Ahly Tripoli - Alakhdhar S.C. - Promu de Second Division - Al Ittihad Tripoli |

## Compétition
Le classement utilise le barème suivant :
- Victoire : 3 points
- Match nul : 1 point
- Défaite : 0 point

### Classement
| Rang | Équipe                  | Pts | J  | G  | N  | P  | Bp | Bc | Diff |
| ---- | ----------------------- | --- | -- | -- | -- | -- | -- | -- | ---- |
| 1    | Al Olympic Zaouia       | 57  | 26 | 17 | 6  | 3  | 42 | 16 | +26  |
| 2    | Al Ittihad TripoliTC    | 52  | 26 | 14 | 10 | 2  | 30 | 8  | +22  |
| 3    | Al Ahly Tripoli -1      | 51  | 26 | 15 | 7  | 4  | 38 | 20 | +18  |
| 4    | Al Nasr Benghazi        | 45  | 26 | 12 | 9  | 5  | 32 | 25 | +7   |
| 5    | Al Hilal Benghazi       | 42  | 26 | 11 | 9  | 6  | 30 | 24 | +6   |
| 6    | Al Tahaddy Benghazi     | 32  | 26 | 8  | 8  | 10 | 24 | 26 | -2   |
| 7    | Rafik Sorman            | 32  | 26 | 6  | 14 | 6  | 19 | 21 | -2   |
| 8    | Al Medina Tripoli       | 31  | 26 | 7  | 10 | 9  | 23 | 25 | -2   |
| 9    | Alakhdhar S.C.P         | 29  | 26 | 6  | 11 | 9  | 26 | 28 | -2   |
| 10   | Wefaq Sabratha          | 26  | 26 | 6  | 8  | 12 | 17 | 23 | -6   |
| 11   | Asswehly Sports Club -1 | 26  | 26 | 7  | 6  | 13 | 22 | 37 | -15  |
| 12   | Al ChararaP             | 25  | 26 | 5  | 10 | 11 | 28 | 36 | -8   |
| 13   | Al Wahda Tripoli        | 18  | 26 | 4  | 6  | 16 | 17 | 38 | -21  |
| 14   | Al Tersana Tripoli      | 16  | 26 | 2  | 10 | 14 | 17 | 38 | -21  |

| Qualifications et relégations | Qualifications et relégations                                                       |
| ----------------------------- | ----------------------------------------------------------------------------------- |
|                               | Qualification pour la Ligue des champions de la CAF 2005                            |
|                               | Qualification pour la Coupe de la confédération 2005                                |
|                               | Participation au barrage de promotion-relégation                                    |
|                               | Relégation directe en Second Division                                               |
|                               | T : Tenant du titre C : Vainqueur de la Coupe de Libye P : Promu de Second Division |

- Al Ahly Tripoli et Asswehly Sports Club ont reçu une pénalité d'un point chacun pour une raison indéterminée.

### Matchs
| Résultats (▼dom., ►ext.) | AHL | AKH | HIL | ITT | MAD | NSR | OLY | RFQ | SHR | SWE | THD | TER  | WAH | WFQ |
| Al Ahly Tripoli          |     | 1-1 | 1-1 | 0-2 | 1-0 | 4-4 | 1-0 | 2-0 | 1-0 | 2-0 | 1-0 | 2-0  | 2-0 | 1-1 |
| Alakhdhar S.C.           | 1-1 |     | 1-0 | 0-1 | 2-2 | 0-1 | 0-2 | 1-1 | 0-1 | 1-0 | 1-3 | 3-1  | 3-0 | 2-1 |
| Al Hilal Benghazi        | 1-0 | 1-1 |     | 1-0 | 1-2 | 3-2 | 0-1 | 0-0 | 2-1 | 3-0 | 0-0 | 3-1  | 2-1 | 0-0 |
| Al Ittihad Tripoli       | 1-0 | 3-1 | 1-0 |     | 1-1 | 1-1 | 0-2 | 1-1 | 2-1 | 0-0 | 3-0 | 2-0  | 0-0 | 2-0 |
| Al Medina Tripoli        | 0-2 | 0-0 | 1-1 | 0-0 |     | 1-2 | 1-2 | 0-1 | 2-1 | 0-1 | 0-0 | 1-1  | 2-0 | 0-1 |
| Al Nasr Benghazi         | 0-0 | 0-0 | 0-0 | 0-0 | 3-1 |     | 0-5 | 1-0 | 1-1 | 0-0 | 2-1 | 0-1  | 1-0 | 1-0 |
| Al Olympic Zaouia        | 2-3 | 1-0 | 5-1 | 0-1 | 2-0 | 1-0 |     | 0-0 | 1-1 | 2-0 | 1-0 | 1-1  | 1-1 | 1-0 |
| Rafik Sorman             | 0-3 | 0-0 | 0-0 | 0-0 | 1-1 | 2-0 | 1-2 |     | 0-2 | 1-0 | 0-0 | 1-1  | 2-2 | 1-1 |
| Al Charara               | 1-3 | 1-1 | 1-1 | 0-3 | 0-1 | 0-1 | 1-1 | 2-2 |     | 1-1 | 1-1 | 4-1  | 2-3 | 0-1 |
| Asswehly Sports Club     | 1-2 | 1-1 | 1-4 | 0-3 | 1-1 | 2-6 | 0-0 | 1-0 | 4-1 |     | 0-3 | 2-0  | 1-2 | 0-1 |
| Al Tahaddy Benghazi      | 2-0 | 1-0 | 1-3 | 0-0 | 0-0 | 0-1 | 3-5 | 0-0 | 0-1 | 1-3 |     | 2-02 | 1-0 | 0-1 |
| Al Tersana Tripoli       | 0-1 | 1-1 | 0-1 | 0-0 | 1-3 | 1-1 | 1-2 | 0-2 | 2-2 | 1-2 | 1-1 |      | 0-1 | 1-0 |
| Al Wahda Tripoli         | 2-4 | 1-3 | 0-1 | 0-2 | 0-2 | 1-2 | 0-1 | 0-2 | 0-1 | 1-0 | 1-2 | 0-0  |     | 1-1 |
| Wefaq Sabratha           | 0-0 | 2-1 | 3-0 | 0-1 | 0-1 | 0-2 | 0-1 | 1-2 | 1-1 | 0-1 | 1-2 | 1-1  | 0-0 |     |

#### Barrage de promotion-relégation
| 21 mai 2004 | Al Charara (D1) | 1 - 1 | (D2) Al Shat Tripoli | Stade du 28 Mars, Tripoli |  |
| 17:00       | Ali Milaad 63e  |       | Abdelqadir 90+3e     |                           |  |
| 17:00       | Tirs au but 2-4 |       |                      |                           |  |

## Bilan de la saison
| Championnat de Libye de football 2003-2004 |                               |
| Champion                                   | Al Olympic Zaouia (1er titre) |
| Coupes et trophées                         |                               |
| Vainqueur de la Coupe de Libye 2003-2004   | Al Ittihad Tripoli            |
| Qualifications continentales               |                               |
| Ligue des champions de la CAF 2005         | Al Olympic Zaouia             |
| Coupe de la confédération 2005             | Al Ittihad Tripoli            |
| Promotions et relégations                  |                               |
| Promus en Premier League                   | Al Uroba Tripoli              |
| Promus en Premier League                   | Al Mustaqbal                  |
| Promus en Premier League                   | Al Shat Tripoli               |
| Relégués en Second Division                | Al Wahda Tripoli              |
| Relégués en Second Division                | Al Tersana Tripoli            |
| Relégués en Second Division                | Al Charara                    |